# Leptopsis chopardi
Leptopsis chopardi är en insektsart som först beskrevs av Desutter-grandcolas 1992.  Leptopsis chopardi ingår i släktet Leptopsis och familjen syrsor. Inga underarter finns listade i Catalogue of Life.